# Алввуд
Алввуд (англ. Alvwood) — тауншип в округе Айтаска штата Миннесота (США). На 2010 год его население составляло 42 человека. Большая часть первоначальных поселенцев тауншипа приехали из Швеции, первая часть названия произошла из шведского.

## География
По данным Бюро переписи населения США площадь тауншипа составляет 91,9 км², из которых 90,9 км² занимает суша, а 1,0 км² — вода (1,13 %). На территории округа находятся озера Шаллоу-Понд и Хамфри.
Через тауншип проходит  дорога 46 штата Миннесота.

## Население
| Год переписи | Нас. |  | %±     |
| ------------ | ---- |  | ------ |
| 1980         | 78   |  | —      |
| 1990         | 57   |  | −26,9% |
| 2000         | 74   |  | 29,8%  |
| 2010         | 42   |  | −43,2% |
| 2014         | 48   |  | 14,3%  |

В 2010 году на территории тауншипа проживало 42 человека (из них 52,4 % мужчин и 47,6 % женщин), насчитывалось 21 домашнее хозяйство и 14 семей. На территории города было расположено 44 постройки со средней плотностью 0,48 построек на один квадратный километр суши. Расовый состав: белые — 100,0 %.
Население города по возрастному диапазону по данным переписи 2010 года распределилось следующим образом: 9,5 % — жители младше 18 лет, 4,8 % — между 18 и 21 годами, 51,9 % — от 21 до 65 лет и 23,8 % — в возрасте 65 лет и старше. Средний возраст населения — 52,0 года. На каждые 100 женщин в Алввуде приходилось 110,0 мужчин, при этом на 100 совершеннолетних женщин приходилось уже 100,0 мужчин сопоставимого возраста.
Из 21 домашнего хозяйства 66,7 % представляли собой семьи: 61,9 % совместно проживающих супружеских пар (14,3 % с детьми младше 18 лет); 4,8 % — мужчины, проживающие без жён. 33,3 % не имели семьи. В среднем домашнее хозяйство ведут 2,00 человека, а средний размер семьи — 2,43 человека. В одиночестве проживали 28,6 % населения, 19,1 % составляли одинокие пожилые люди (старше 65 лет).
В 2014 году из 48 человек старше 16 лет имели работу 18. В 2014 году медианный доход на семью оценивался в 44 750 $, на домашнее хозяйство — в 44 000 $. Доход на душу населения — 19 560 $ в год.